# Viaduc du Mascaret
Le viaduc du Mascaret est un double viaduc de 540 mètres de longueur de l'autoroute française A89 situé sur les communes d'Arveyres et de Fronsac à l'ouest de Libourne dans le département de la Gironde, en France.
Construit entre octobre 1997 et octobre 1999, le viaduc se situe à 1 200 mètres au nord du viaduc des Barrails.

### Liens externes

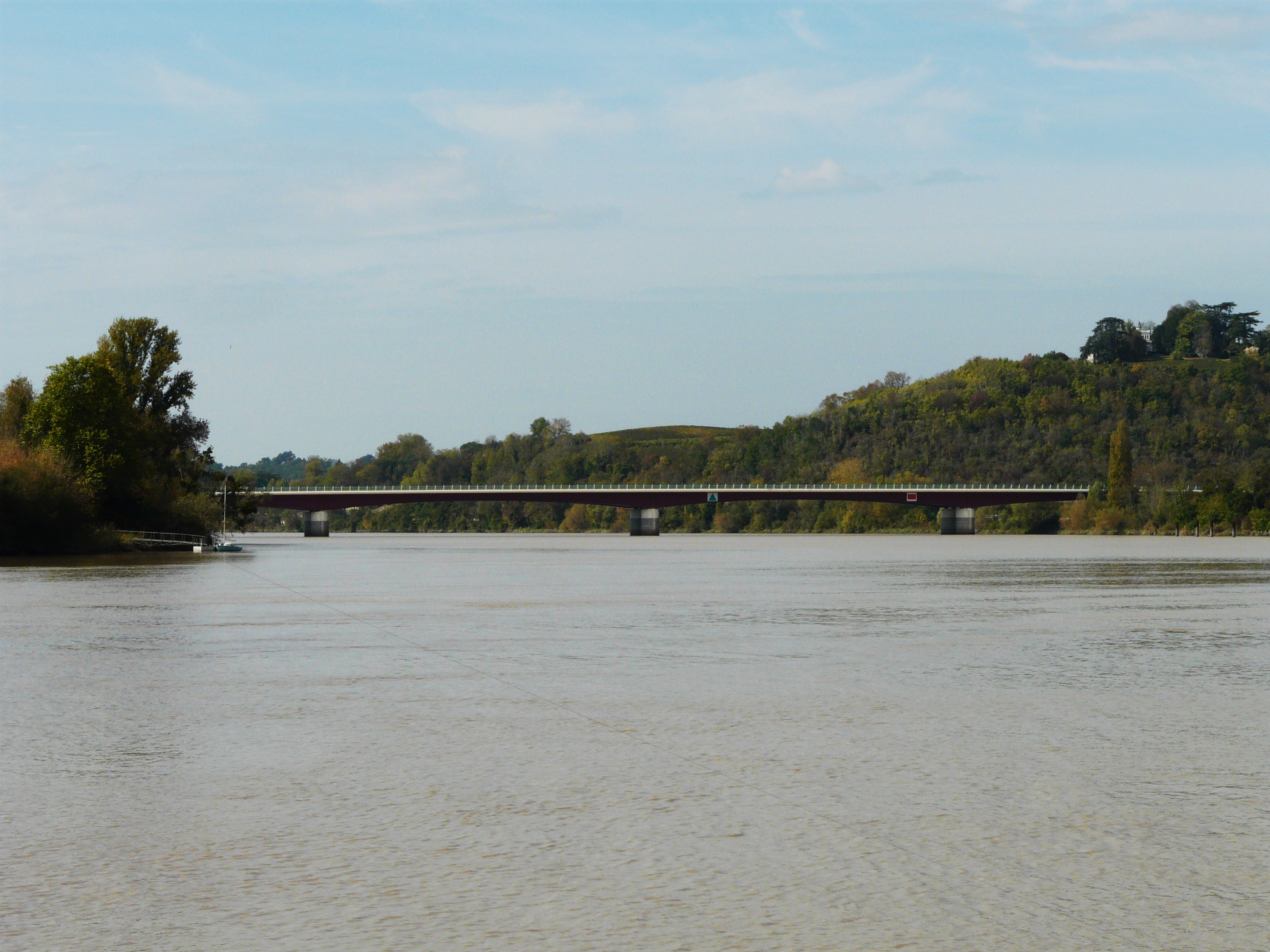
Franchissement de la Dordogne par le viaduc du Mascaret, un kilomètre à l'ouest de Libourne.